# Малавиллер
Малавилле́р (фр. Malavillers) — коммуна во французском департаменте Мёрт и Мозель, региона Лотарингия. Относится к  кантону Одюн-ле-Роман.	

## География

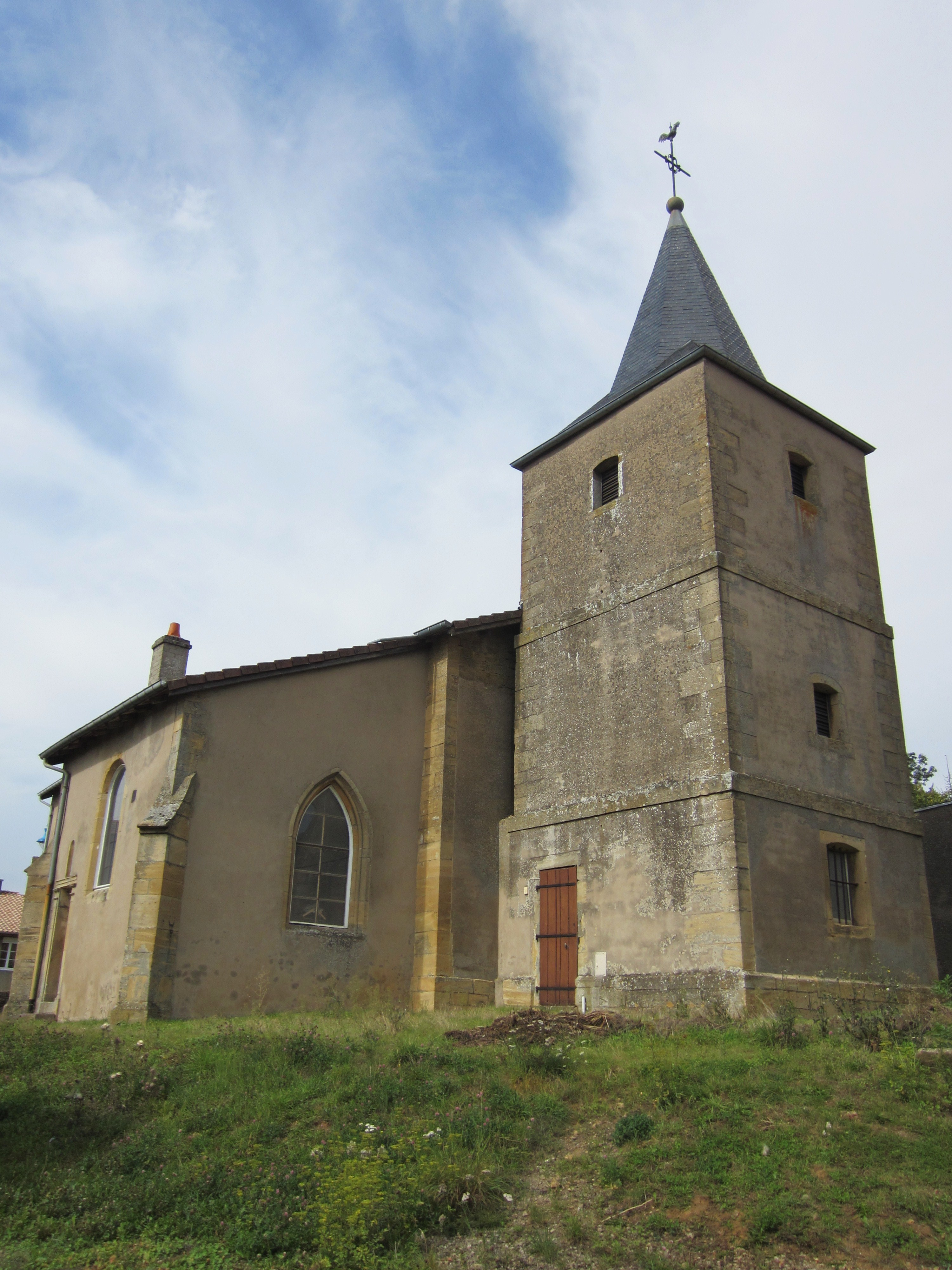
Церковь Сен-Дидье.

Малавиллер расположен в 35 км к северо-западу от Меца. Соседние коммуны: Одюн-ле-Роман на северо-востоке, Андерни на юге, Мюрвиль и Мон-Бонвиллер на юго-западе, Мерси-ле-О на северо-западе.

## Демография
Население коммуны на 2010 год составляло 148 человек.
| 1962 | 1968 | 1975 | 1982 | 1990 | 1999 | 2010 |
| ---- | ---- | ---- | ---- | ---- | ---- | ---- |
| 156  | 140  | 111  | 106  | 112  | 134  | 148  |